# Räddningstjänsten Västerbergslagen
Räddningstjänsten Västerbergslagen var under åren 2005 till 2018 ett samarbete mellan Ludvika och Ljusnarsbergs kommuner, avseende det operativa ansvaret för kommunernas räddningstjänst och som var räddningsnämndens sakkunnig/utförare i frågor rörande förebyggande mot brand och tillsyn av brandfarliga varor. Samarbetet avslutades den 1 januari 2018 när Ljusnarsbergs kommun anslöt sig till Nerikes brandkår. Ludvika kommun ingår sedan 2019 i Räddningstjänsten Dala Mitt.
Ludvika och Ljusnarsbergs kommuner hade, genom avtal, kommit överens om att från och med den 1 januari 2005 inrätta en gemensam nämnd, kallad Räddningsnämnden Västerbergslagen, för samverkan om räddningstjänst och sotningsverksamhet.
Ludvika kommun var värdkommun och den gemensamma nämnden ingick i Ludvika kommuns organisation. Smedjebackens kommun ingick inte i Räddningsnämnden men visst avtalat samarbete fanns såsom räddningsledare i beredskap.

## Brandstationer och värn
- Ludvika
- Grängesberg
- Nyhammar
- Sunnansjö
- Kopparberg

Visst samarbete:
- Smedjebacken